# 鳴門教育大学附属幼稚園
鳴門教育大学附属幼稚園（なるときょういくだいがくふぞくようちえん、英称：NarutoUniversity of Education Attached Kindergarten）は、徳島県徳島市南前川町二丁目にある国立幼稚園。

## 沿革
- 1986年 - 徳島大学附属幼稚園が鳴門教育大学に移管され鳴門教育大学学校教育学部附属幼稚園になる。
- 2004年 - 国立大学法人化に伴い、鳴門教育大学附属幼稚園に名称変更。

## 特色
中小企業オーナーや医師、金融関係に勤務する親を持つ園児が多いのを開園時より特徴にしている。園児の多くが内部進学で同じ敷地内にある鳴門教育大学附属小学校に進学する、同小学校児童との交流なども盛んに行われている。

## 附属学校
- 鳴門教育大学
- 鳴門教育大学附属中学校
- 鳴門教育大学附属小学校
- 鳴門教育大学附属特別支援学校

## 交通
- JR徳島駅より徒歩約20分。
- JR徳島駅より徳島市営バス「島田石橋行き」約15分助任橋下車、徒歩約5分。
- JR徳島駅より徳島バス「岡崎行き」約15分助任橋下車、徒歩約5分。